# Egdean
Egdean är en by i civil parish Petworth, i distriktet Chichester, i grevskapet West Sussex, i England. Byn är belägen 20 km från Chichester. Egdean var en civil parish fram till 1933 när blev den en del av Petworth. Civil parish hade 82 invånare år 1931.